# Olympische Sommerspiele 2016/Schießen – Doppeltrap (Männer)
Der Wettkampf im Doppeltrap der Männer bei den Olympischen Spielen 2016 in Rio de Janeiro fand am 10. August 2016 im Centro Nacional de Tiro statt. Fehaid al-Deehani wurde neuer Olympiasieger. Silber gewann der Italiener Marco Innocenti vor Steven Scott aus den Großbritannien.
Der Wettbewerb ging über drei Runden. Zunächst eine Qualifikationsphase, bei der jeder Schütze 5 Sätze à 30 Schuss abzugeben hatte. Die sechs Schützen mit den meisten Treffern rückten in das Halbfinale vor. Bei Gleichstand entschied ein Shoot-off. Im Halbfinale und auch in der anschließenden Finalrunde wurde lediglich eine Serie mit 15 Schuss geschossen. Die ersten beiden des Halbfinales bestimmten im direkten Duell Gold- und Silbermedaillengewinner. In einem Schießen zwischen dem dritten und vierten des Halbfinales wurde die Bronzemedaille vergeben. Auch im Halbfinale und in der Finalrunde entschied ein Shoot-off bei Gleichstand zwischen zwei oder mehreren Athleten.
Es war das letzte Mal, dass der Wettkampf bei den Olympischen Sommerspielen im Programm war. Für die Spiele 2020 in Tokio wurde der Wettbewerb aus den Programm gestrichen um für einen Mixedwettbewerb im Trapschießen Platz zu machen und somit eine Angleichung von der Anzahl der Wettkämpfe für Männer und Frauen zu gewährleisten.

## Rekorde

### Bestehende Rekorde
| Qualifikationsrekorde | Qualifikationsrekorde                          | Qualifikationsrekorde | Qualifikationsrekorde | Qualifikationsrekorde |
| --------------------- | ---------------------------------------------- | --------------------- | --------------------- | --------------------- |
| Weltrekord            | Tim Kneale                                     | 148                   | München, Deutschland  | 9. Juni 2014          |
| Olympischer Rekord    | ISSF-Regeln wurden zum 1. Januar 2013 geändert | —                     | —                     | —                     |

### Neue Rekorde
| Qualifikationsrekorde | Qualifikationsrekorde     | Qualifikationsrekorde | Qualifikationsrekorde     | Qualifikationsrekorde |
| --------------------- | ------------------------- | --------------------- | ------------------------- | --------------------- |
| Olympischer Rekord    | Andreas Löw James Willett | 140                   | Rio de Janeiro, Brasilien | 10. August 2016       |

## Ergebnisse

### Qualifikation
| Rang | Athlet            | Nation                       | 1  | 2  | 3  | 4  | 5  | Gesamt | Stechen | Anm.  |
| ---- | ----------------- | ---------------------------- | -- | -- | -- | -- | -- | ------ | ------- | ----- |
| 1    | Andreas Löw       | Deutschland                  | 29 | 27 | 28 | 28 | 28 | 140    |         | Q, OR |
| 2    | James Willett     | Australien                   | 30 | 24 | 30 | 29 | 27 | 140    |         | Q, OR |
| 3    | Tim Kneale        | Großbritannien               | 28 | 27 | 29 | 30 | 25 | 139    |         | Q     |
| 4    | Steven Scott      | Großbritannien               | 28 | 25 | 27 | 29 | 29 | 138    |         | Q     |
| 5    | Marco Innocenti   | Italien                      | 28 | 28 | 30 | 26 | 24 | 136    |         | Q     |
| 6    | Fehaid al-Deehani | Unabhängige Teilnehmer       | 27 | 24 | 28 | 27 | 29 | 135    | 12      | Q     |
| 7    | Joshua Richmond   | Vereinigte Staaten           | 27 | 27 | 23 | 29 | 29 | 135    | 11      |       |
| 8    | Hu Binyuan        | China                        | 26 | 23 | 28 | 29 | 29 | 135    | 7       |       |
| 9    | Khaled al-Kaabi   | Vereinigte Arabische Emirate | 27 | 28 | 25 | 25 | 29 | 134    |         |       |
| 10   | Enrique Brol      | Guatemala                    | 27 | 20 | 17 | 28 | 28 | 133    |         |       |
| 11   | Witali Fokejew    | Russland                     | 27 | 25 | 27 | 27 | 27 | 133    |         |       |
| 12   | Pan Qiang         | China                        | 28 | 28 | 29 | 24 | 24 | 133    |         |       |
| 13   | Wassili Mossin    | Russland                     | 26 | 23 | 26 | 29 | 28 | 132    |         |       |
| 14   | Walton Eller      | Vereinigte Staaten           | 24 | 27 | 26 | 26 | 28 | 131    |         |       |
| 15   | Ahmad al-Afasi    | Unabhängige Teilnehmer       | 24 | 26 | 27 | 26 | 25 | 128    |         |       |
| 16   | Antonino Barillà  | Italien                      | 25 | 25 | 25 | 27 | 23 | 125    |         |       |
| 17   | William Chetcuti  | Malta                        | 22 | 25 | 24 | 26 | 26 | 125    |         |       |
| 18   | Håkan Dahlby      | Schweden                     | 26 | 24 | 24 | 25 | 22 | 125    |         |       |
| 19   | Sean Nicholson    | Simbabwe                     | 24 | 23 | 24 | 24 | 24 | 119    |         |       |
| 20   | Hebert Brol       | Guatemala                    | 22 | 24 | 21 | 26 | 24 | 116    |         |       |
| 21   | Mohamed Ramah     | Marokko                      | 23 | 18 | 28 | 22 | 24 | 115    |         |       |
| 22   | Paulo Reichardt   | Paraguay                     | 25 | 23 | 17 | 19 | 22 | 106    |         |       |

### Halbfinale
| Platz | Athlet            | Nation                 | Gesamt | Stechen | Nächste Runde |
| ----- | ----------------- | ---------------------- | ------ | ------- | ------------- |
| 1     | Fehaid al-Deehani | Unabhängige Teilnehmer | 28     |         | Finale        |
| 2     | Marco Innocenti   | Italien                | 27     |         | Finale        |
| 3     | Tim Kneale        | Großbritannien         | 26     | 2       | Platz 3       |
| 4     | Steven Scott      | Großbritannien         | 26     | 2       | Platz 3       |
| 5     | Andreas Löw       | Deutschland            | 26     | 1       | ausgeschieden |
| 6     | James Willett     | Australien             | 25     |         | ausgeschieden |

### Platz 3
| Platz | Athlet       | Nation         | Gesamt | Stechen |
| ----- | ------------ | -------------- | ------ | ------- |
| 3     | Steven Scott | Großbritannien | 30     |         |
| 4     | Tim Kneale   | Großbritannien | 28     |         |

### Finale
| Platz | Athlet            | Nation                 | Gesamt | Stechen |
| ----- | ----------------- | ---------------------- | ------ | ------- |
| 1     | Fehaid al-Deehani | Unabhängige Teilnehmer | 26     |         |
| 2     | Marco Innocenti   | Italien                | 24     |         |